# Lignières (Somme)
Lignières és un municipi francès situat al departament del Somme i a la regió dels Alts de França. L'any 2007 tenia 140 habitants.

## Demografia

### Població

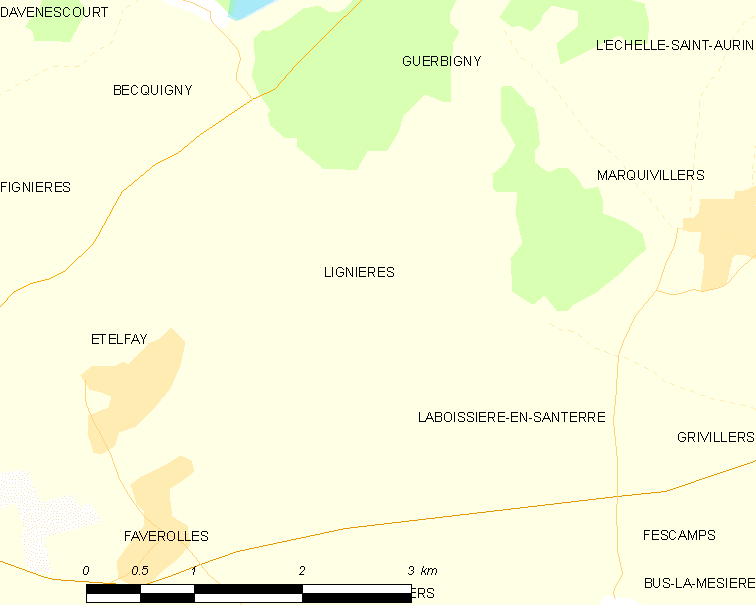

El 2007 la població de fet de Lignières era de 140 persones. Hi havia 55 famílies de les quals 12 eren unipersonals (12 dones vivint soles i 12 dones vivint soles), 4 parelles sense fills, 27 parelles amb fills i 12 famílies monoparentals amb fills.
La població ha evolucionat segons el següent gràfic:
Habitants censats

### Habitatges
El 2007 hi havia 68 habitatges, 53 eren l'habitatge principal de la família, 11 eren segones residències i 4 estaven desocupats. Tots els 68 habitatges eren cases. Dels 53 habitatges principals, 47 estaven ocupats pels seus propietaris i 6 estaven llogats i ocupats pels llogaters; 2 tenien dues cambres, 7 en tenien tres, 12 en tenien quatre i 32 en tenien cinc o més. 32 habitatges disposaven pel capbaix d'una plaça de pàrquing. A 24 habitatges hi havia un automòbil i a 25 n'hi havia dos o més.

### Piràmide de població

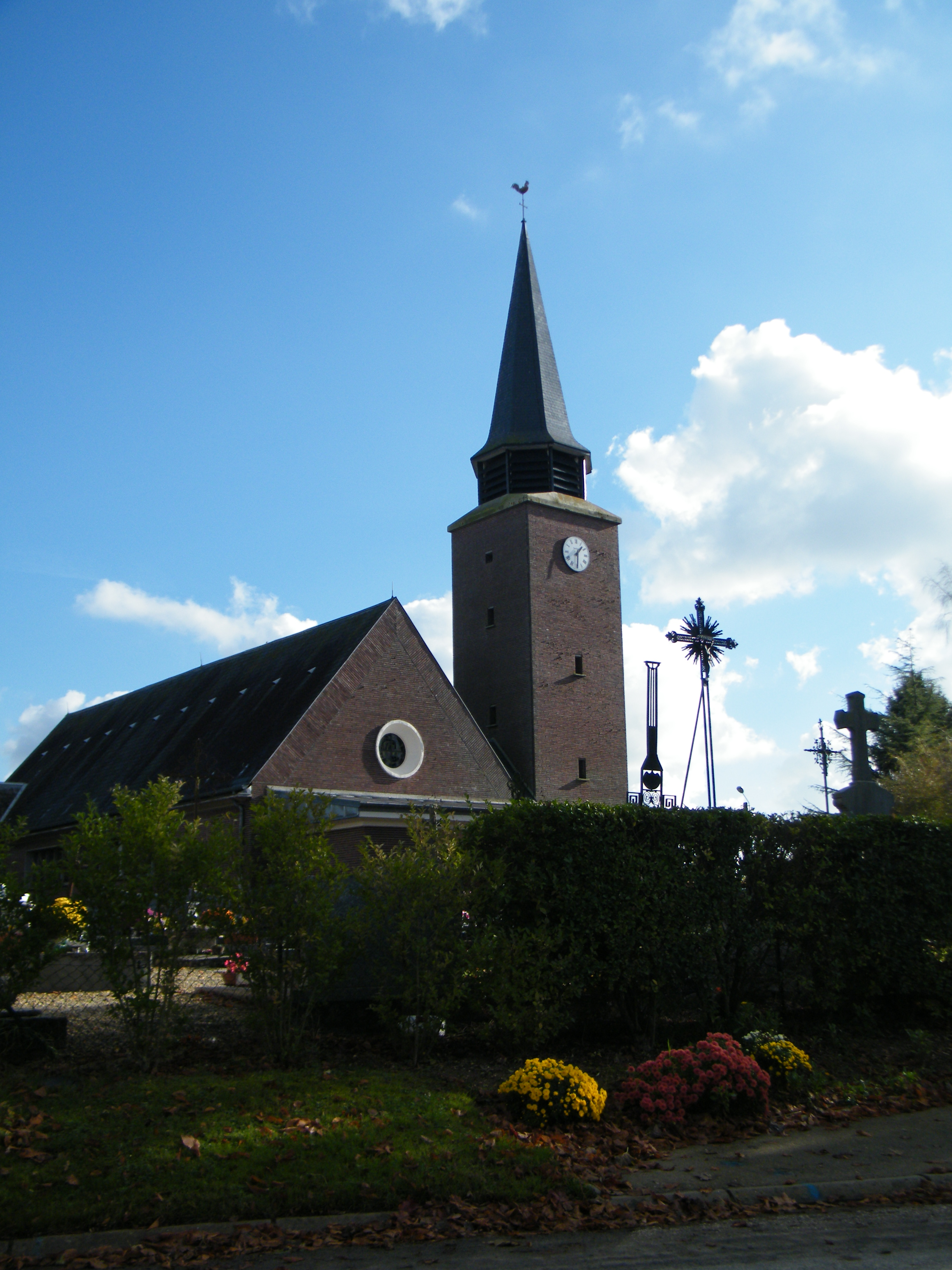

La piràmide de població per edats i sexe el 2009 era:
| Homes | Edats   | Dones |
| ----- | ------- | ----- |
| 0     | 95 o +  | 0     |
| 0     | 90 a 94 | 0     |
| 0     | 85 a 89 | 0     |
| 0     | 80 a 84 | 0     |
| 4     | 75 a 79 | 4     |
| 4     | 70 a 74 | 4     |
| 0     | 65 a 69 | 4     |
| 4     | 60 a 64 | 4     |
| 4     | 55 a 59 | 4     |
| 0     | 50 a 54 | 4     |
| 4     | 45 a 49 | 4     |
| 0     | 40 a 44 | 0     |
| 8     | 35 a 39 | 0     |
| 8     | 30 a 34 | 16    |
| 12    | 25 a 29 | 0     |
| 8     | 20 a 24 | 4     |
| 0     | 15 a 19 | 4     |
| 0     | 10 a 14 | 12    |
| 0     | 5 a 9   | 4     |
| 4     | 0 a 4   | 4     |

## Economia

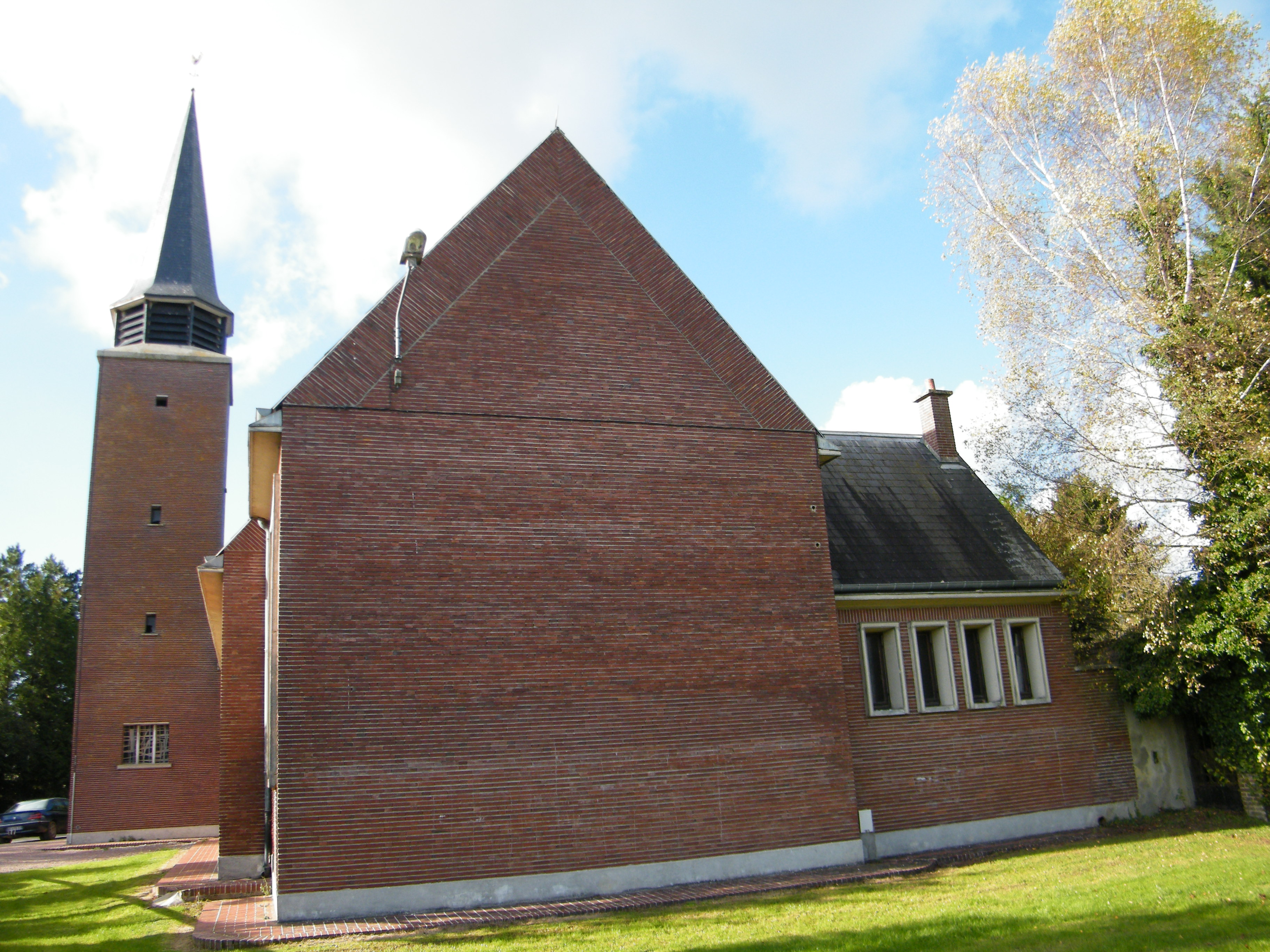

El 2007 la població en edat de treballar era de 92 persones, 73 eren actives i 19 eren inactives. De les 73 persones actives 68 estaven ocupades (37 homes i 31 dones) i 5 estaven aturades (1 home i 4 dones). De les 19 persones inactives 5 estaven jubilades, 6 estaven estudiant i 8 estaven classificades com a «altres inactius».

### Ingressos
El 2009 a Lignières hi havia 53 unitats fiscals que integraven 142 persones, la mediana anual d'ingressos fiscals per persona era de 18.793 €.

### Activitats econòmiques

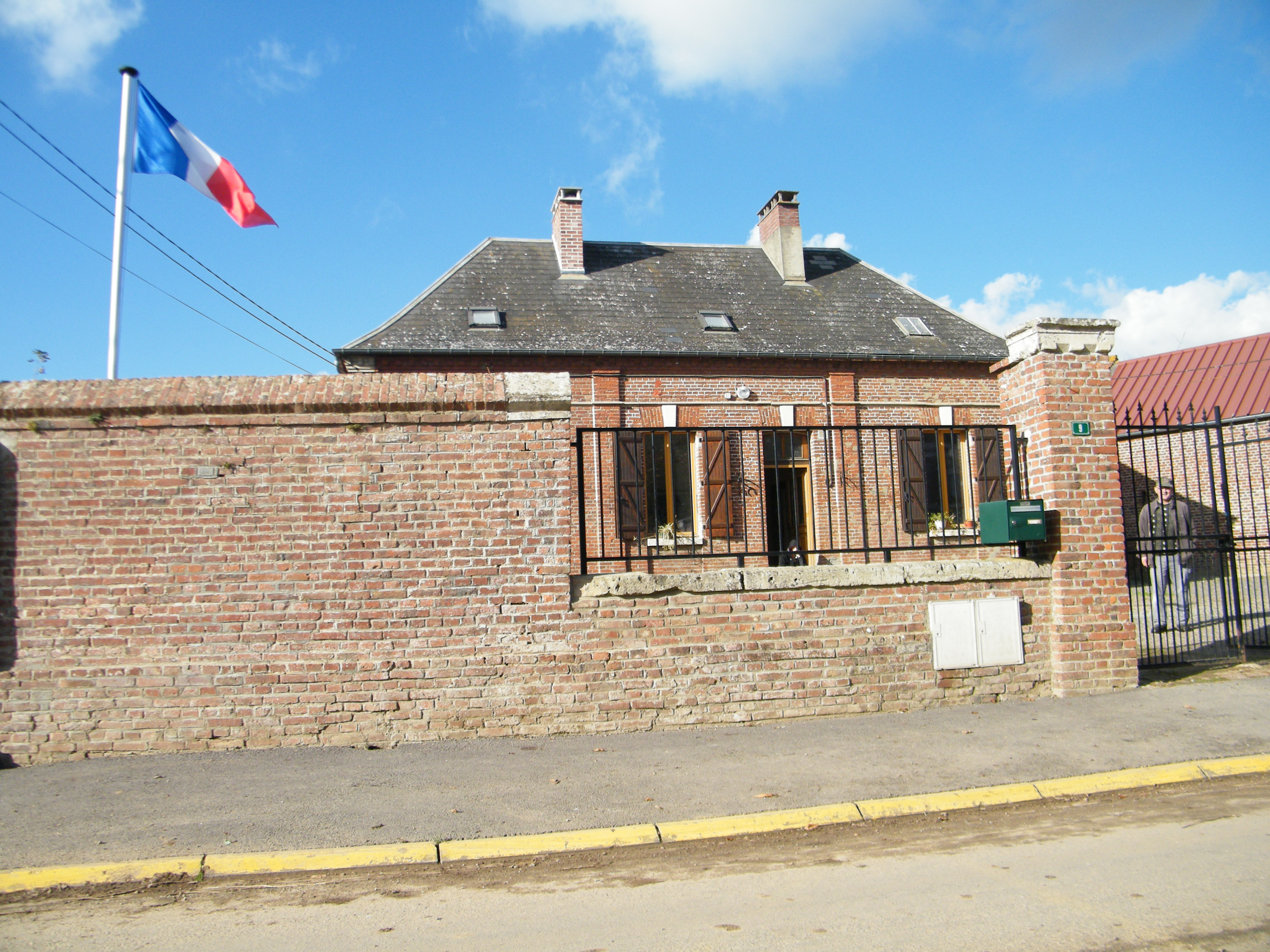

Dels 4 establiments que hi havia el 2007, 2 eren d'empreses de construcció i 2 d'empreses de serveis.
Dels 2 establiments de servei als particulars que hi havia el 2009, 1 era un paleta i 1 lampisteria.
L'any 2000 a Lignières hi havia 4 explotacions agrícoles.

## Poblacions més properes

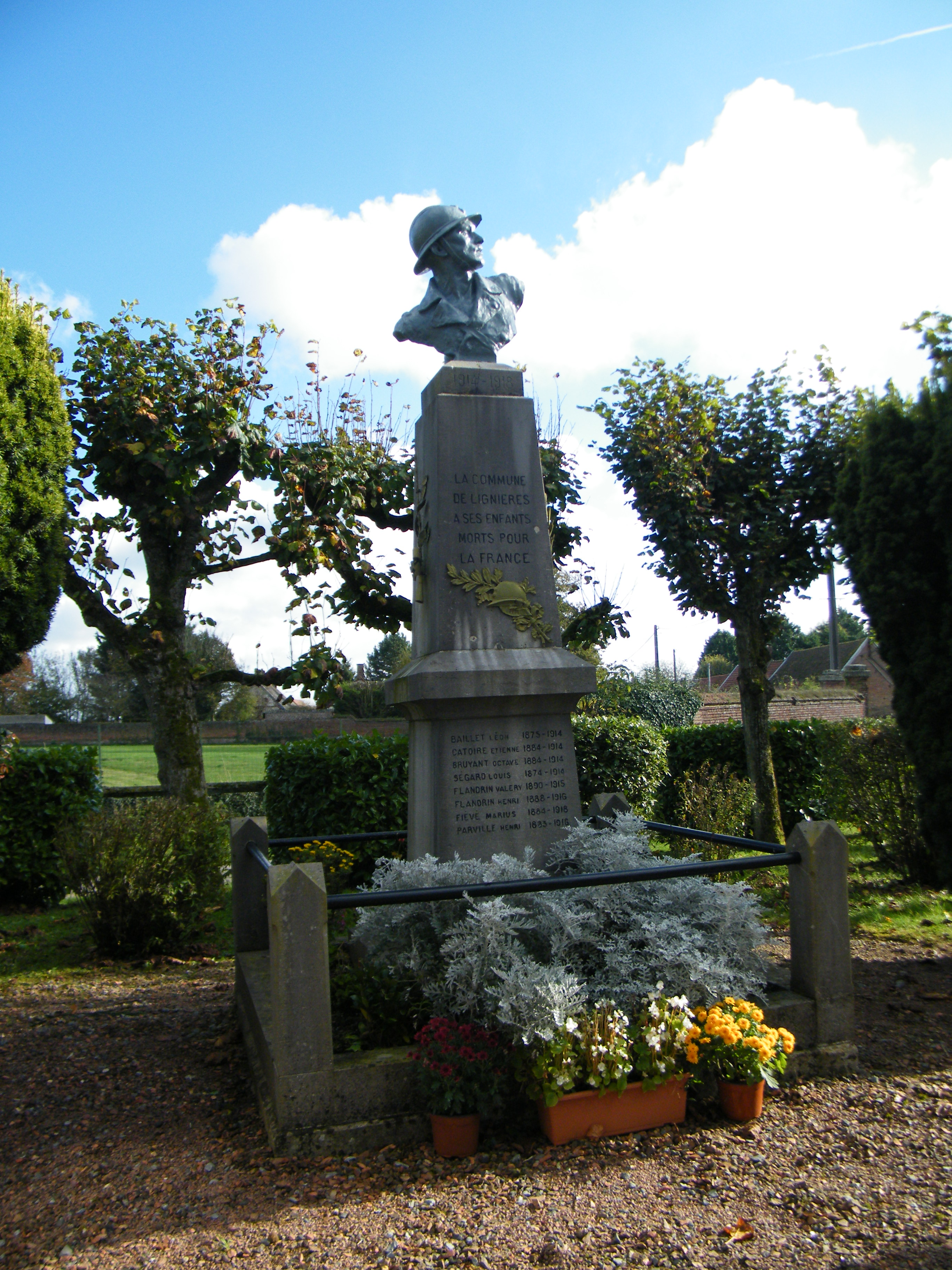

El següent diagrama mostra les poblacions més properes.